# Звезда (крепост)
Звезда (на македонска литературна норма: Ѕвезда, Дзвезда) или Звездино кале (Ѕвездино Кале) е крепост, съществувала през Късната античност и Средновековието, разположена над гостиварското село Сърбиново, Северна Македония.

## Местоположение
Калето е на 2,5 km западно от Сърбиново на издаден и 80 m висок скален нос на 690 m надморска височина, над устието на Симница в Падалищката река. Северната и североизточната страна са почти отвесни скали и достъпът е през седлото от запад и югозапад. В източното подножие по Падалищката река е пътят Гостивар — Кичево.

## Античност
Средновековната стена има за основа късноантична. Открити са и парчета късноантична керамика, питоси и тегули.

## Средновековие
Върху старите основи е изградено ядрото на новата твърдина - според характеристиките ѝ в края на XIII - XIV век. Крепостта има трапецовидна форма с размери 45 х 60/23 m. Зидът е изграден от ломен камък с варов хоросан и има много дупки за скеле и сантрачи. На южното чело има лошо запазена кула. Кулата на северозападния ъгъл е добре запазена и вероятно е била донжон. Размерите ѝ са 13 х 8 m, а височината днес стига до 4 m. Входът е от юг, а до него е главната порта, през която се влиза в малко преддверие, а след това в главния двор на твърдината. Втора порта има на източния зид. На северната страна, над вертикалните скали стената не е запазена.
Около ядрото на твърдината е изграден и предзид - също късносредновековен по характеристиките си, ограждащ вътрешно пространство - цвингер - широко 12—18 m. На северозападния ъгъл има добре запазена порта, широка 2,7 m. До нея, вътре има стражева къща.
Открити са парчета от славянски црепни, огнищна керамика и много железни предмети - клинци и кламфи, ножове, върхове от стрели за пробиване на броня, желязна сгур - датиращи от Късното средновековие.
В източното подножие на Калето, в речната теснина на местността Самоков и Ковач, има остатъци от стари топилници (печки) и ковачници на желязо. Желязната руда е копана на повърхността по склоновете на Ветерник, около днешното село Железна река и по течението на едноименната река, която се влива в Падалищката на 5—6 km източно от Калето. Тези остатъци са от Късната античност и Средновековието.
Твърдината Звезда е изградена в периода на разцвета на рударството в района в XIII или XIV век, като държавен контролен пункт над околните рудници. Същевременно тя е контролирала и пътя от Полога към Кичево.

## Османска епоха
Звезда е населена и в раннотурския период - XV и може би XVI век, като е продължавала да контролира все още активните железни рудници на железо. За това свидетелстват сградите на калето. Една от тях - жилищна или магазин - е долепена на събореното чело на главния зид със свободна ориентация, отстъпваща от предходната. Стражевата къща до източнита порта също е с ориентация отстъпваща от главния план на твърдината и е небрежно издигната. Върху западната стражарска кула има висока грамада, свидетелстваща за по-късна градежна фаза.

## Идентификация
В османски преброителен дефтер № 4 от 1467/68 година е отбелязан хисар Търново, който заедно със Собри и Аргирокастро, доставял желязо за оръжие на град Призрен. Търново е старо село, изместено по-високо в планината на 4 km североизточно от Сърбиново, което поeтапно е обхванало землището му.